# Roberto Brunamonti
Roberto Brunamonti (* 14. April 1959 in Spoleto) ist ein ehemaliger italienischer Basketballspieler, der mit der Nationalmannschaft die Silbermedaille bei den Olympischen Sommerspielen 1980 in Moskau gewann. Bei der Europameisterschaft 1983 gehörte er zum Kader des Europameisters.
Brunamontis erstes internationales Turnier war die Europameisterschaft 1979, bei der die Italiener den fünften Platz belegten. Im Jahr darauf gewannen die Italiener das Qualifikationsturnier für die Olympischen Spiele in Moskau. Bei den Spielen in Moskau wurde der 1,91 m große Brunamonti in allen Spielen eingesetzt, im Finale gegen Jugoslawien spielte er sieben Minuten und erzielte zwei Punkte, die Jugoslawen gewannen die Partie mit 86:77.
Nach einem fünften Platz bei der Europameisterschaft 1981 siegte Italien bei der Europameisterschaft 1983, wobei Brunamonti im Finale gegen Spanien sechs Punkte erzielte. 1984 belegte Italien bei den Olympischen Spielen in Los Angeles den fünften Platz. Bei der Europameisterschaft 1985 unterlagen die Italiener im Halbfinale der Mannschaft aus der Sowjetunion, im Spiel um den dritten Platz bezwangen sie die Spanier mit 102:90, wobei Brunamonti 16 Punkt beisteuerte.
In den nächsten Jahren erreichte Brunamonti mit der italienischen Nationalmannschaft den sechsten Platz bei der Weltmeisterschaft 1986, den fünften Platz bei der Europameisterschaft 1987 und den vierten Platz bei der Europameisterschaft 1989. Bei der Weltmeisterschaft 1990 belegten die Italiener nur den neunten Platz. Seine letzte internationale Medaille gewann Brunamonti bei der Europameisterschaft 1991, als Italien im Finale gegen Jugoslawien mit 73:88 unterlag.
Von 1975 bis 1982 spielte Brunamonti für Sebastiani Rieti, danach für Virtus Bologna. Mit Rieti gewann er 1980 den Korać-Cup. Für Bologna spielte er bis 1996, wobei er 1984 sowie von 1993 bis 1995 italienischer Meister wurde. Von 1996 bis 2002 war er Trainer bei Virtus Bologna. 1998 und 2001 war er als Trainer italienischer Meister. Später war er als technischer Direktor in Bologna und ab 2008 in Rieti tätig.